# مار إلياس الريح
يقع دير مار الياس الريح على تلة بالقرب من طريق حمص - طرطوس. 
يبعد عن ناحية «الصفصافة» حوالي كيلو متراً واحداً.. بُني الدير في القرن الخامس، وشهد تهدُّماً عام 1200، ويُعدُّ اليوم أحد الأمكنة الأثرية في محافظة طرطوس.  تعاقب على الدير بعد إعادة بنائه عددٌ من رهبان ورؤساء الدير، الذين حافظوا على رسالتهم التعليمية، وحاولوا الترميم والتجديد ما أمكن في بناء الدير.  يُعدُّ دير مار الياس الريح، من أقدم الأديرة السورية؛ حيث يقول البعض إنه سمِّي بالريح لأنه يقع على هضبة مرتفعة، وهي مضرب للرياح، بينما هناك البعض الآخر يقول، إنَّ تسميته جاءت نسبة إلى القرية التي تجاوره، وهي «الريحانية».  بُني الدير على أنقاض دير قديم سنة 1806 م، وذلك في عهد المطران «مكاريوس» مطران «عكار» وتوابعها للروم الأرثوذكس، ويقال أيضاً، إنه بُني على أنقاض معابد وثنية كانت منتشرة قبل المسيحية.  

## ممَّ يتألَّف الدير؟
يتألَّف دير مار الياس الريح من طابقين؛ حيث تشغل الكنيسة الأثرية القديمة الطابق الأول، وتحوي على ثلاث أيقونات أثرية (الضابط الكل- السيدة العذراء- مار الياس) رسمت في العام 1817 وتنتمي إلى المدرسة الحلبية لرسم الأيقونات البيزنطية، وهي معلقة على حامل الأيقونات الخشبي (الأيقونسطاس). وأيقونة السيدة العذراء من العام نفسه وأيقونة مار الياس من العام 1809م، والعديد من أيقونات الأنبياء. جميع هذه الأيقونات موجودة في الدير منذ عام 1800، أي بعد ترميمه. أما الطابق العلوي حديث البناء، فهو يحوي على غرف الرهبان، ومكتبة تحوي كتباً دينية، وبعض الغرف المخصَّصة لزوَّار الدير الذين يأتون من مسافات بعيدة، ويستضيف الدير المخيمات الكنسية التي ترغب في الإقامة عدة أيام. يتضمن الدير غرفة لبيع الأيقونات، والعديد من التذكاريات التي يرغب باقتنائها زوار الدير، حيث عود ريعها إلى العائلات الفقيرة وإلى تغطية نفقات احتياجات الدير.    